# Mariprofundus ferrooxydans
Espèce
Mariprofundus ferrooxydans est une espèce de bactérie à Gram négatif neutrophile et lithotrophe qui peut grandir en oxydant de l'oxyde ferreux en oxyde ferrique. C'est le seul membre de la classe des Zetaproteobacteria dans l'embranchement des Proteobacteria.